# Dundrum
Dundrum (Dún Droma em irlandês), originalmente uma cidade, é hoje uma vila suburbana no condado de Dún Laoghaire-Rathdown, Dublin, República da Irlanda.

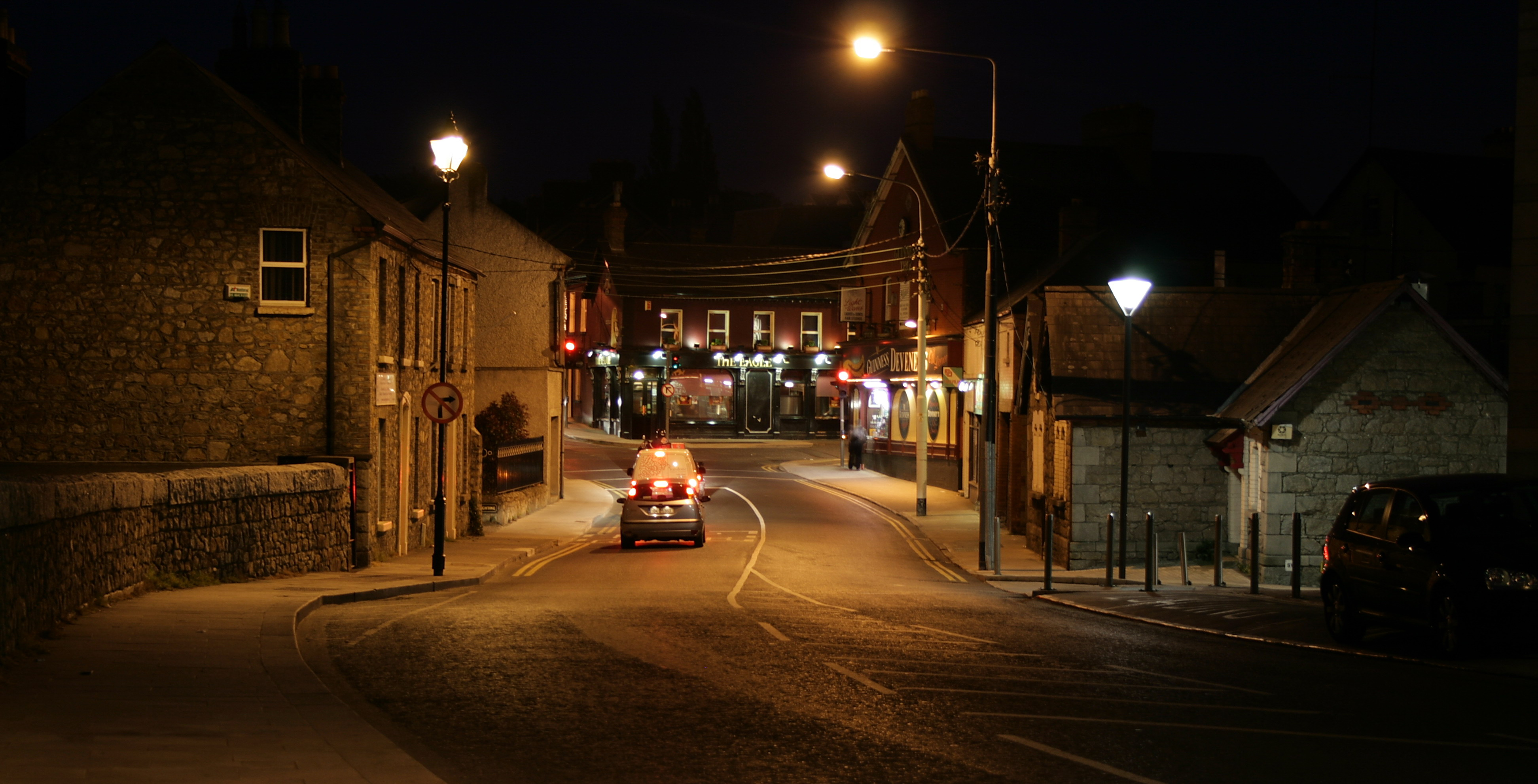
Centro da vila de Dundrum, a partir da estrada Ballinteer Road

## Personalidades
- George Johnstone Stoney, físico irlandês, residiu em Dundrum durante grande parte da sua vida de adulto;

- Séamus Brennan, ex-ministro;

- Stephen Roche, ciclista, nasceu em Dundrum;

- Nicholas Roche, filho de Stephen Roche, é de Dundrum;

- Brenda Fricker, vencedora de um óscar, viveu em Dundrum durante a infância;[1]